# Piotr Pampuch
Piotr Pampuch (ur. 8 lutego 1881 w Starych Siołkowicach, zm. 30 czerwca 1947 w Katowicach) – polski górnik, publicysta, działacz narodowy i społeczny na Śląsku, dyrektor Biura Sejmu Śląskiego, twórca Biblioteki Sejmu Śląskiego, poprzedniczki Biblioteki Śląskiej .

## Życiorys
Urodził się na Śląsku Opolskim w rodzinie chłopskiej Antoniego i Agnieszki z domu Kulig.
W latach 1903–1909 studiował na Wydziale Prawa Uniwersytetu Wrocławskiego; należał do Związku Młodzieży Polskiej „Zet”, pisał artykuły do polskich gazet. Od 1910, po przerwaniu studiów ze względów materialnych, pracował jako górnik na Górnym Śląsku oraz w Westfalii. W latach 1912–1914 był też robotnikiem portowym w Argentynie. W czasie I wojny światowej został zmobilizowany do Armii Cesarstwa Niemieckiego. Walczył na froncie zachodnim, skąd zdezerterował, ukrywając się następnie w Poznaniu . Po powrocie był sekretarzem Rady Ludowej w powiecie opolskim oraz redaktorem „Nowin” .
W 1919 zatrudnił się w Centralnym Biurze Informacyjnym w Katowicach. W tym czasie był także organizatorem Związku Rolników Polskich na Śląsku oraz redaktorem miesięcznika „Rolnik Śląski” . Od lutego 1920 działał w wydziale prasowym Polskiego Komisariatu Plebiscytowego, którego był członkiem w latach 1920–1921. Od 1920 roku był również w Kluczborku wydawcą oraz redaktorem niemieckojęzycznej gazety „Kreuzburger Zeitung” .
Uczestnik III powstania śląskiego. Po podziale Górnego Śląska zamieszkał w Katowicach, gdzie był kierownikiem Śląskiej Izby Rolniczej . Od 1 października 1922 do 29 lutego 1924 oddelegowany na stanowisko polskiego komisarza do spraw pracy na Górnym Śląsku, zwolniony za popieranie stanowiska bezrobotnych. Kierował Okręgowym Urzędem Ziemskim, lecz z uwagi na jego dążenia do szybkiej parcelacji posiadłości obszarniczych został odsunięty .
Od 1926 był dyrektorem Biura Sejmu Śląskiego, tu zapoczątkował tworzenie i brał czynny udział w organizowaniu Biblioteki Sejmu Śląskiego, którą kierował do 1930 i w latach 1932–1933. Tworzenie biblioteki naukowej stało się jego życiową pasją. Jej zbiory stały się później podstawą dla Biblioteki Śląskiej w Katowicach. Na emeryturę przeszedł w 1934, prawdopodobnie w wyniku nieporozumień z wojewodą śląskim Michałem Grażyńskim. Zajmował się także krytyką literacką. Był członkiem Towarzystwa Przyjaciół Nauk na Śląsku i Śląskiego Towarzystwa Literackiego.
W czasie okupacji prześladowany i pozbawiony mieszkania w Katowicach ukrywał się w Sosnowcu. Po zakończeniu II wojny światowej powrócił do Katowic. Stan zdrowia nie pozwolił mu już na włączenie się do działalności społecznej.

## Publikacje
- Piotr Pampuch, 150 lat niewoli pruskiej, czyli Męczeństwo polskiego ludu śląskiego pod rządami pruskimi, Mikołów: Spółka Wydawnicza Karola Miarki, 1920, OCLC 883574087. Brak numerów stron w książce[5]
- Piotr Pampuch, Szkic dziejów chłopów górnośląskich, Cieszyn: Śląskie Tow. Wydawnicze, 1928, OCLC 891251098. Brak numerów stron w książce[6]
- Piotr Pampuch, Cent cinquante ans de domination Prussienne en Haute-Silésie, Mikołów: Spółka Wydawnicza Karola Miarki, 1920, OCLC 246509319. Brak numerów stron w książce[7]
- Stanisław Ziemba, Pisma Piotra Pampucha. Wybór, Stalinogród (Katowice): Wydawnictwo „Śląsk”, 1955, OCLC 894230255. Brak numerów stron w książce

## Odznaczenia
- Srebrny Wawrzyn Akademicki (5 listopada 1935)[8].

## Upamiętnienie
Uliczka pomiędzy ulicami Oświęcimską a Wiktora Gorzołki w Opolu Groszowicach nosi imię Piotra Pampucha.